# Josep Rufà i Gràcia
Josep Rufà i Gràcia (La Secuita, Tarragonès, 8 de maig de 1970) és un polític català, senador al Senat d'Espanya en la XI i XII Legislatures.

## Biografia
És format en temes agràries, però des d'abril de 1990 treballa en el sector industrial, on té formació com a auditor ISO 9000 i IRIS, del sector ferroviari. Militant d'Esquerra Republicana de Catalunya, a les eleccions municipals espanyoles de 1991 fou escollit regidor de la Secuita per aquest partit. Des de 1997 es traslladà a la Selva del Camp, on és cap de la Secció Local d'ERC i fou exsecretari de política municipal i de política municipal de la regional del Camp de Tarragona. També ha estat representant de l'ajuntament de la Selva del Camp al Port de Tarragona i de 2011 a 2015 conseller delegat de la Fundació Pública El Vilar de La Selva del Camp.
Secretari d'Organització d'ERC del Camp de Tarragona, a les eleccions generals espanyoles de 2015 i 2016 fou escollit senador per la província de Tarragona per aquest partit.